# Цейлон (Міннесота)
Цейлон (англ. Ceylon) — місто (англ. city) в США, в окрузі Мартін штату Міннесота. Населення — 303 особи (2020).

## Географія
Цейлон розташований за координатами 43°31′56″ пн. ш. 94°37′54″ зх. д. / 43.53222° пн. ш. 94.63167° зх. д. (43.532169, -94.631567).  За даними Бюро перепису населення США в 2010 році місто мало площу 1,69 км², уся площа — суходіл. В 2017 році площа становила 1,32 км², уся площа — суходіл.

## Демографія
Згідно з переписом 2010 року, у місті мешкало 369 осіб у 153 домогосподарствах у складі 100 родин. Густота населення становила 218 осіб/км².  Було 183 помешкання (108/км²).
Расовий склад населення:
| - 97,0 % — білих - 0,3 % — корінних американців - 1,6 % — осіб інших рас |

До двох чи більше рас належало 1,1 %. Частка іспаномовних становила 4,9 % від усіх жителів.
За віковим діапазоном населення розподілялося таким чином: 25,7 % — особи молодші 18 років, 57,0 % — особи у віці 18—64 років, 17,3 % — особи у віці 65 років та старші. Медіана віку мешканця становила 42,1 року. На 100 осіб жіночої статі у місті припадало 109,7 чоловіків;  на 100 жінок у віці від 18 років та старших — 104,5 чоловіків також старших 18 років.
Середній дохід на одне домашнє господарство  становив 41 969 доларів США (медіана — 35 000), а середній дохід на одну сім'ю — 51 462 долари (медіана — 46 000). За межею бідності перебувало 25,8 % осіб, у тому числі 37,8 % дітей у віці до 18 років та 20,3 % осіб у віці 65 років та старших.
Цивільне працевлаштоване населення становило 133 особи. Основні галузі зайнятості: освіта, охорона здоров'я та соціальна допомога — 24,8 %, виробництво — 15,0 %, роздрібна торгівля — 12,0 %.